# Heimfindeverhalten
Als Heimfindeverhalten (auch: Heimfindevermögen; engl.: homing) bezeichnet man in der Verhaltensbiologie die angeborene Fähigkeit eines Tieres, von einem ihm unbekannten Ausgangspunkt in das eigene Revier oder zum eigenen Bau, Nest, Stall oder Heimatschlag zurückzukehren.
Eine befriedigende Erklärung für die neurobiologischen Mechanismen, die den Tieren das beobachtbare Heimfindeverhalten ermöglichen, ist bisher noch nicht gefunden worden. Bereits 1941 hatte aber ein niederländischer Ornithologe die bis heute gültige Vermutung geäußert, dass – wie bei den Zugvögeln – der Magnetsinn eine wichtige Rolle zu spielen scheint.

## Erforschung
Beginnend in den späten 1930er-Jahren wurde anfangs vor allem das Heimfindeverhalten von Vögeln systematisch untersucht und dessen Ursache in Fachzeitschriften erörtert. Pionierarbeit leistete hier vor allem Werner Rüppell. Frühe Studien von Albrecht Bethe und Charles H. Turner hatten aber bereits 1902 und 1907 dem Verhalten von Insekten gegolten. Andere Forscher untersuchten Mäuse, und der spätere Direktor des Frankfurter Zoos, Bernhard Grzimek, erforschte während seiner Dienstzeit als Tierarzt einer Einheit der Kavallerie im Zweiten Weltkrieg das Heimfindevermögen von Pferden. Zu den früh untersuchten Tierarten gehörten ferner Fledermäuse.
Als Modelltier für die Erforschung des Heimfindeverhaltens dienen heute häufig Brieftauben, da diese seit langem gezüchtet werden, um sie bei Flugwettbewerben einzusetzen. Bei solchen Wettbewerben werden die Tauben mit einem Speziallastwagen zu einem bis zu tausend Kilometer vom Heimatort entfernten „Auflassplatz“ transportiert, von wo aus sie ihren Heimflug antreten. Da alle verirrten, also nicht zum heimatlichen Taubenschlag zurückfindenden Tiere zwangsläufig als künftige Zuchttiere ausfallen, besteht bei Brieftauben durch diesen Selektionsfaktor seit jeher ein hoher Selektionsdruck in Richtung Heimfindeverhalten.
Nach der Entschlüsselung der Tanzsprache der Honigbienen durch Karl von Frisch wurden neben den Vögeln vor allem die Bienen zu einem bevorzugten Studienobjekt.
Leistenkrokodile können einer 2007 veröffentlichten Studie zufolge noch aus 400 km Entfernung an ihren Heimatort zurückfinden. Australische Zoologen hatten mehrere Tiere per Hubschrauber von ihrem küstennahen Heimatgebiet an einen entfernten, gleichfalls küstennahen Platz geflogen und dort ausgesetzt. Das mit 411 km am weitesten verschleppte Krokodil benötigte nur 20 Tage, um entlang der Küste wieder in das Fanggebiet zurückzukehren. Die Zoologen des Queensland Parks and Wildlife Service wiesen darauf hin, dass Krokodile relativ nahe mit Vögeln verwandt seien und möglicherweise über ein ähnliches Orientierungsverhalten wie diese verfügen, also über eine Kombination aus Sonnenkompass und Magnetsinn.

## Belege
1. ↑   Albert Daanje: Heimfindeversuche und Erdmagnetismus. In: Vogelzug. Band 12, 1941, S. 15–17.
2. ↑  Beispielhaft hierfür ist Erwin Stresemann: Haben die Vögel einen Ortssinn? In: Ardea. Band 24, 1936, S. 107–111.
3. ↑   Werner Rüppell: Heimfindeversuche mit Staren, Rauchschwalben, Wendehälsen, Rotrückenwürgern und Habichten. In: Journal für Ornithologie. Band 85, 1937, 102–135; Vorstudien zu dieser umfassenden Arbeit waren bereits 1935 und 1936 im Journal für Ornithologie erschienen (Band 83, S. 462–524, Band 84, S. 180–198).
4. ↑   Albrecht Bethe: Die Heimkehrfähigkeit der Ameisen und Bienen. In: Biologisches Zentralblatt. Band 22, 1902, S. 193–215.
5. ↑  Charles H. Turner: The homing of ants: An experimental study of ant behavior. In: Journal of Comparative Neurology. Band 17, Nr. 5, 1907, S. 367–434.
6. ↑  zum Beispiel: Bastian Schmid: Über die Heimkehrfähigkeit von Waldmäusen (Mus sylvaticus L.). In: Journal of Comparative Physiology A: Neuroethology, Sensory, Neural, and Behavioral Physiology. Band 23, 1936, S. 592–604.
7. ↑  Bernhard Grzimek: Heimfindeversuche mit Pferden. In: Zeitschrift für Tierpsychologie. Band 5, 1943, S. 455–464.
8. ↑  Franz Peter Möhres und Therese zu Öttingen-Spielberg: Versuche über die Nahorientierung und das Heimfindevermögen der Fledermäuse. In: Verhandlungen der Deutschen Zoologischen Gesellschaft. 1949, S. 248–252.
9. ↑   Heimfindeverhalten von Brieftauben: Magnetische Gradienten und Landmarken Beispiel für ein von der DFG gefördertes Projekt.
10. ↑   Eine ausführliche Darstellung der Thematik mit zahlreichen Verweisen auch auf historische Originalveröffentlichungen enthält das Buch von Peter Berthold, Eberhard Gwinner und Edith Sonnenschein: Avian Migration.
11. ↑   Lore Becker: Untersuchungen über das Heimfindevermögen der Bienen. In: Zeitschrift für vergleichende Physiologie. Band 41, Nr. 1, 1958, S. 1–25, doi:10.1007/BF00340239.
12. ↑   Mark A. Read et al.: Satellite Tracking Reveals Long Distance Coastal Travel and Homing by Translocated Estuarine Crocodiles, Crocodylus porosus. In: PLoS ONE. Band 2, Nr. 9: e949, doi:10.1371/journal.pone.0000949.